# Art Linson
Art Linson (Chicago, 1942) es un cineasta estadounidense.

## Biografía
Linson nació en Chicago en 1942 y realizó sus estudios en instituciones como la Universidad de California en Berkeley y la Universidad de California en Los Ángeles. Inició su carrera en la industria cinematográfica a mediados de la década de 1970, llegando a producir exitosas películas como Fast Times at Ridgemont High, The Untouchables, Singles, Fight Club, The Runaways, The Comedian y The Outsider. Dirigió los filmes Where the Buffalo Roam de 1980 y The Wild Life de 1984 y colaboró como guionista en producciones como American Hot Wax, What Just Happened y The Comedian.

## Filmografía

### Cine
| Año  | Película                         | Créditos            |
| ---- | -------------------------------- | ------------------- |
| 1975 | Rafferty and the Gold Dust Twins | Productor           |
| 1976 | Car Wash                         | Productor           |
| 1978 | American Hot Wax                 | Productor           |
| 1980 | Where the Buffalo Roam           | Productor           |
| 1980 | Melvin and Howard                | Productor           |
| 1982 | Fast Times at Ridgemont High     | Productor           |
| 1984 | The Wild Life                    | Productor           |
| 1987 | The Untouchables                 | Productor           |
| 1988 | Scrooged                         | Productor           |
| 1989 | Casualties of War                | Productor           |
| 1989 | We're No Angels                  | Productor           |
| 1990 | Dick Tracy                       | Productor ejecutivo |
| 1990 | Arrive Alive                     | Productor           |
| 1992 | Singles                          | Productor ejecutivo |
| 1993 | Point of No Return               | Productor           |
| 1993 | This Boy's Life                  | Productor           |
| 1995 | Heat                             | Productor           |
| 1997 | The Edge                         | Productor           |
| 1998 | Great Expectations               | Productor           |
| 1999 | Pushing Tin                      | Productor           |
| 1999 | Fight Club                       | Productor           |
| 2000 | Sunset Strip                     | Productor           |
| 2001 | Heist                            | Productor           |
| 2004 | Spartan                          | Productor           |
| 2004 | Imaginary Heroes                 | Productor           |
| 2005 | Lords of Dogtown                 | Productor ejecutivo |
| 2006 | The Black Dahlia                 | Productor           |
| 2007 | Into the Wild                    | Productor           |
| 2008 | What Just Happened               | Productor           |
| 2010 | The Runaways                     | Productor           |
| 2016 | The Comedian                     | Productor           |
| 2018 | The Outsider                     | Productor           |

#### Como director
| Año  | Título                 |
| ---- | ---------------------- |
| 1980 | Where the Buffalo Roam |
| 1984 | The Wild Life          |

### Televisión
| Año     | Título          | Créditos            | Notas     |
| ------- | --------------- | ------------------- | --------- |
| 2012    | Outlaw Country  | Productor ejecutivo | Telefilme |
| 2008−14 | Sons of Anarchy | Productor ejecutivo |           |
| 2014    | The Money       | Productor ejecutivo | Telefilme |
| 2018−19 | Yellowstone     | Productor ejecutivo |           |